# Buffaventói vár
Buffavento vára Ciprus egyik középkori erődítménye, ami a Kerínia-hegységben található.

## Története
A vár neve („széllel dacoló” vagy „széltől pofozott”) a magaslati ponton tapasztalható heves széljárásra utal.
A 10. században, a bizánciak emelték a Ciprus több hullámban támadó arabok ellen.
A Ciprusi Királyság frank uralkodói a várat kibővítették, és Chateau du Lion néven börtönként, illetve a királyi család védelmét szolgáló erődítményként használták.
Később a sziget északi részén fekvő várak elveszítették stratégiai fontosságukat. A 16. század során Buffaventot a velenceiek lebontották.